# Yūichi Sugita
Yūichi Sugita (杉田 祐一?, Sugita Yūichi; Sendai, 18 settembre 1988) è un ex tennista giapponese.
Ha ottenuto i migliori risultati in singolare e il suo miglior ranking ATP è stato il 36º, raggiunto nell'ottobre 2017. Vantava un titolo nel circuito maggiore e diversi altri nei circuiti minori. Ha fatto il suo esordio nella squadra giapponese di Coppa Davis nel 2007.

## Biografia
La sua famiglia è composta dal padre Yukuo, la madre Shinak e le sorelle Akiko e Kanako. Impara a giocare a tennis a sette anni dalla madre e il suo idolo era Roger Federer. Occasionalmente si è allenato in Italia.

## Carriera

### Juniores
Gioca nell'ITF Junior Circuit dall'ottobre 2003 all'ottobre 2006. Vince i suoi primi tornei di categoria nel 2004, due in doppio e uno in singolare, tutti di Grade 5. Il suo miglior ranking da juniores è il 73º posto nel febbraio 2006. Ottiene il suo unico successo importante in un torneo di Grade A all'Osaka Mayor's Cup nell'ottobre 2006, al suo ultimo torneo da juniores.

### 2003-2008, inizi da professionista, primi titoli ITF ed esordio in Davis
Fa il suo esordio tra i professionisti nel settembre 2003 con una sconfitta in un torneo ITF giapponese. Nei due anni e mezzo successivi disputa solo altri tre tornei. Inizia a giocare con regolarità nel circuito ITF solo nel maggio 2006 e in settembre vince il suo primo titolo al torneo ITF Japan F9 di Osaka. In quel periodo ottiene altri buoni risultati e in novembre raggiunge la 488ª posizione nel ranking mondiale. Fa il suo esordio con una vittoria nella squadra giapponese di Coppa Davis nel febbraio 2007, contribuendo al successo per 4-1 sulla Cina nonostante l'ininfluente sconfitta subita nell'ultima giornata. Il mese dopo disputa il suo primo torneo Challenger a Kyoto, vince il primo incontro e viene eliminato al secondo. Nei mesi che seguono vince solo cinque incontri a fronte di dodici sconfitte e precipita oltre la 1000ª posizione. Risale la classifica nell'estate del 2008 vincendo quattro tornei ITF consecutivi, in settembre debutta nel tabellone principale di un torneo dell'ATP Tour ai Japan Open Tennis Championships di Tokyo grazie a una wild card e viene sconfitto al primo turno. Dopo un altro titolo ITF, in novembre raggiunge per la prima volta i quarti in un Challenger a Yokohama e porta il suo miglior ranking alla 334ª posizione.

### 2009-2010, primo titolo Challenger e top 200

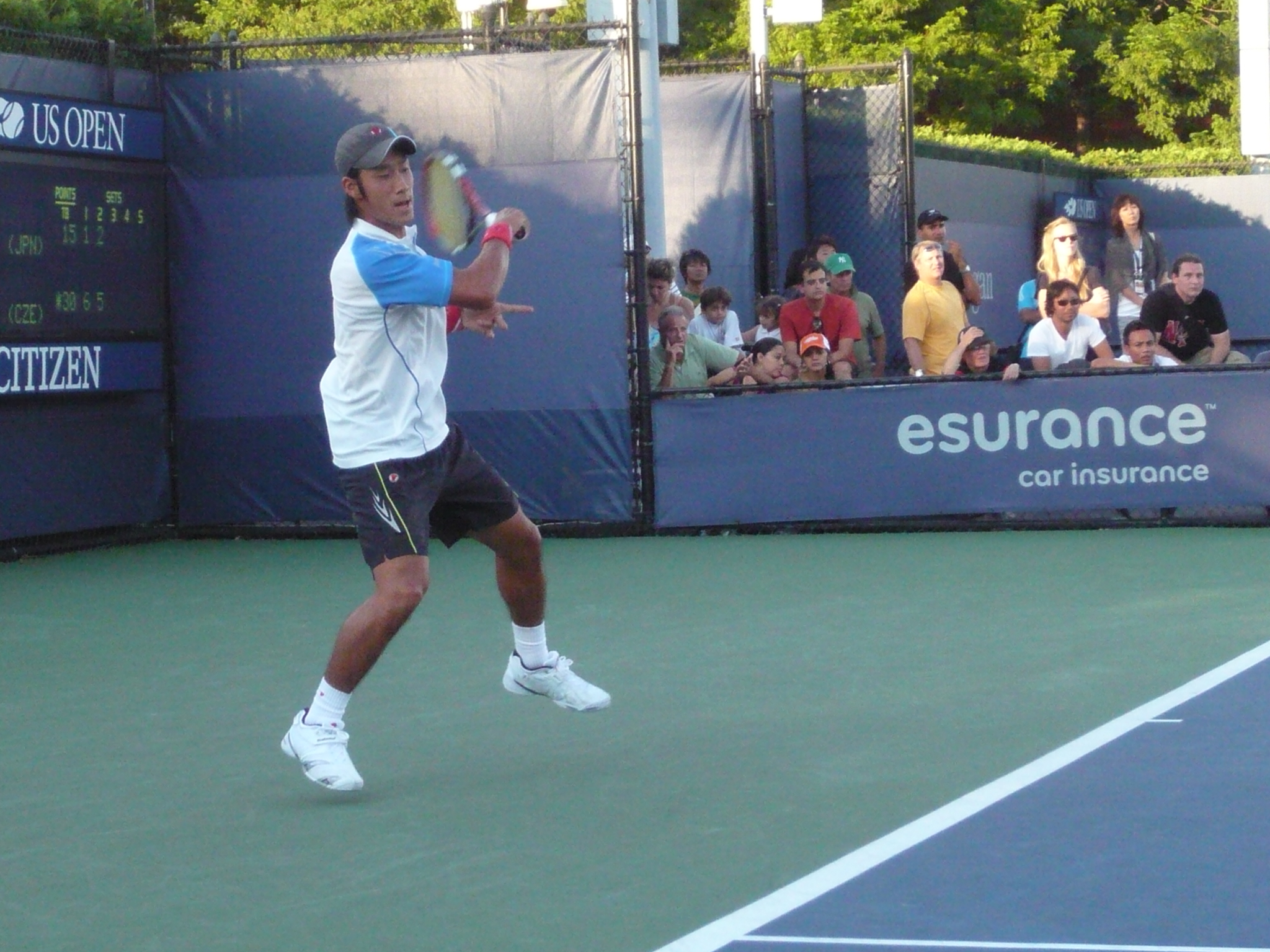
Agli US Open 2010.

Alcuni buoni risultati nei tornei ITF nella primavera del 2009 lo portano nella top 300 e inizia a giocare con maggiore frequenza nei tornei di categoria superiore. A fine luglio supera per la prima volta le qualificazioni in un torneo ATP a Washington e viene nuovamente sconfitto al primo turno nel main draw. Subito dopo tenta per la prima volta di qualificarsi a una prova del Grande Slam agli US Open e viene sconfitto al primo incontro. Eliminato al primo turno di qualificazione all'Australian Open 2010, in febbraio disputa la sua prima semifinale Challenger a Burnie e il mese successivo vince il primo titolo Challenger a Kyoto, superando in finale Matthew Ebden per 4–6, 6–4, 6–1. Con questo risultato fa il suo ingresso nella top 200. Nel periodo successivo raccoglie soprattutto sconfitte ma si spinge fino al terzo turno di qualificazione agli US Open. Chiude bene la stagione con 2 titoli ITF, una finale Challenger a Toyota e una semifinale a Seul che portano il suo best ranking in 180ª posizione. Al Challenger di Bangkok disputa anche la sua unica finale in doppio, persa in coppia con Frederik Nielsen.

### 2011-2012, primi incontri vinti nell'ATP Tour, 116º nel ranking
Comincia bene il 2011 vincendo il primo incontro in un tabellone principale ATP e allo stasso tempo sconfiggendo per la prima volta un top 100, quando elimina il nº 92 ATP Dustin Brown al primo turno a Chennai; viene quindi sconfitto in tre set da Robin Haase ma questi risultati lo fanno salire in 162ª posizione del ranking. Nel prosieguo della stagione non disputa alcun torneo ITF e i suoi migliori risultati sono la semifinale nel Fergana Challenger in maggio e il successo contro Somdev Devvarman nello spareggio di Coppa Davis per l'accesso al Gruppo Mondiale vinto 4-1 contro l'India. Inizia bene a Chennai anche la stagione 2012 con le vittorie sui top 100 Olivier Rochus e Lu Yen-hsun, raggiungendo per la prima volta in carriera i quarti di finale in un torneo ATP, e viene sconfitto da Nicolás Almagro in tre set. Sfiora la qualificazione perdendo gli incontri decisivi all'Australian Open contro Alex Kuznetsov e a Wimbledon contro Michael Russell. Con le finali raggiunte verso fine stagione nei Challenger di Bangkok e Seul, e le semifinali a Shanghai, Yokohama e Toyota si porta in novembre alla 116ª posizione del ranking.

### 2013-2015, 4 titoli Challenger
Il 2013 segna l'inizio di un periodo negativo per Sugita, che vince in stagione un solo incontro nei tabelloni principali ATP, a Newport in luglio, e si aggiudica un solo titolo Challenger, a Shanghai in settembre. Ne risente la classifica e in novembre scende alla 176ª posizione. La stagione successiva lo vede risalire lentamente con alcuni discreti risultati nei Challenger e soprattutto con la sua prima qualificazione al main draw di uno Slam a Wimbledon, dove al primo turno cede dopo tre equilibrati tiebreak al nº 26 ATP Feliciano Lopez. Raggiunge il 121º posto del ranking grazie al titolo conquistato al Challenger di Pune in ottobre, unico torneo vinto in stagione. Anche nel 2015 non ottiene risultati di grande rilievo, deve aspettare aprile per giocare la sua prima finale stagionale, persa al Challenger di Saint-Brieuc contro Nicolas Mahut. Entra nel tabellone principale di alcuni tornei del circuito maggiore, compreso Wimbledon, e supera il primo turno solo a Newport e a Bogotà. Si risolleva in settembre con il Challenger vinto a Bangkok, ma nel giro di due mesi riscende alla 160ª posizione; in novembre si aggiudica il Challenger di Hua Hin e chiude il 2015 alla 126ª posizione.

### 2016, ottavi di finale al Cincinnati Masters, esordio olimpico, un titolo Challenger e top 100

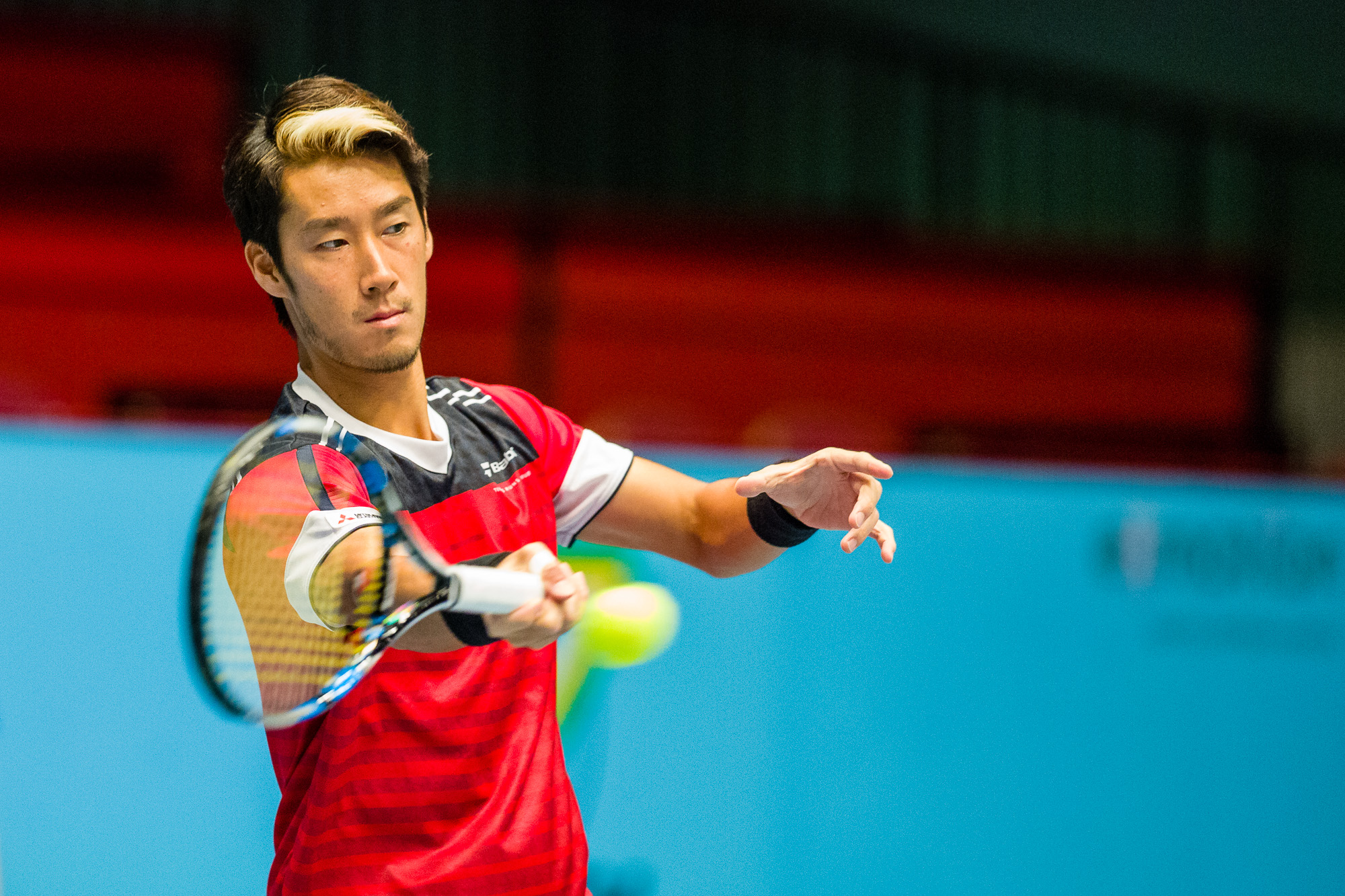
Al torneo di Vienna 2016.

Dopo sei vani tentativi, nel gennaio 2016 supera per la prima volta le qualificazioni all'Australian Open ed esce di scena al primo turno per mano di Gaël Monfils, che gli concede sei soli giochi. Il 28 febbraio vince a Kyoto il suo quinto titolo Challenger e accede per la prima volta nella top 100, in 99ª posizione. In giugno si mette in luce ad Halle, dove torna a vincere un incontro in un main draw del circuito maggiore sconfiggendo il nº 63 ATP Taylor Fritz. Supera il primo turno anche a Newport, Washington e ai Giochi di Rio, dove fa il suo debutto alle Olimpiadi. Al Masters 1000 di Cincinnati disputa uno dei migliori tornei da inizio carriera sconfiggendo quattro top 100, nelle qualificazioni elimina Guido Pella e Kyle Edmund, e nel cartellone principale il nº 27 ATP Alexander Zverev e Nicolas Mahut, prima di essere sconfitto negli ottavi dal nº 6 del mondo Milos Raonic. In quei giorni sale all'82ª posizione mondiale, non si conferma negli ultimi tornei stagionali e scende alla 112ª.

### 2017, un titolo ATP, tre titoli Challenger e 36º nel ranking
Torna nella top 100 nel marzo 2017 con i titoli vinti nei Challenger di Yokohama e Shenzhen e il mese dopo si spinge fino ai quarti nell'ATP 500 di Barcellona, dove elimina il nº 23 ATP Richard Gasquet e il nº 20 Pablo Carreño Busta prima della secca sconfitta patita contro Dominic Thiem. Continua a progredire in classifica con il Challenger vinto in giugno a Surbiton e soprattutto con il suo unico titolo ATP, vinto il 1º luglio 2017 sui campi in erba di Adalia, battendo in finale Adrian Mannarino col punteggio di 6–1, 7–6(4). Accede al tabellone principale di Wimbledon per diritto di classifica e vince il primo incontro in uno Slam a spese di Brydan Klein, al secondo turno si fa rimontare il vantaggio di 2 set a 1 da Mannarino, che si prende la rivincita di Adalia.
Un infortunio al gomito lo costringe a rinunciare agli ultimi tornei su terra battuta in Europa. Nella seconda parte della stagione è ancora protagonista, arriva ai quarti di finale a Cincinnati, dove supera Jack Sock, João Sousa e Karen Chačanov e raccoglie tre soli giochi contro Grigor Dimitrov; vince il suo primo incontro agli US Open; si impone in entrambi i singolari nello spareggio per il Gruppo Mondiale vinto 3-1 contro il Brasile e a fine settembre raggiunge la semifinale all'ATP 250 di Chengdu, nella quale viene sconfitto in tre set da Denis Istomin. Supera i primi due turni a Tokyo per il ritiro degli avversari, viene eliminato di nuovo da Mannarino e a fine torneo è il nº 36 del mondo. A fine stagione si spinge fino ai quarti a Stoccolma e chiude il suo anno migliore al 40º posto del ranking.

### 2018, prime vittorie su giocatori top 10 e crollo nel ranking
In gennaio raggiunge per la prima volta il secondo turno all'Australian Open grazie al successo sul nº 9 del mondo Jack Sock, primo top 10 sconfitto in carriera, e si arrende quindi perdendo 12-10 nel tiebreak del quinto set contro il potente Ivo Karlović. Finiscono al quinto set anche i singolari in cui viene schierato nella sfida di Davis persa 3-1 a Morioka contro l'Italia; nella prima giornata vince con Andreas Seppi, dopo aver salvato un match-ball, e soccombe nell'ultima a Fabio Fognini, contro il quale invece spreca un match-ball. Raggiunge i quarti di finale a Dubai, dove cede al terzo set a Lucas Pouille. Subisce quindi una serie di nove sconfitte consecutive, vince un match in giugno a 's-Hertogenbosch e torna a mettersi in evidenza raggiungendo i quarti ad Halle dopo aver sconfitto il nº 7 del mondo Dominic Thiem. Non conferma il titolo vinto ad Adalia, dove viene eliminato al secondo turno da Pierre-Hugues Herbert e perde 24 posizioni nel ranking. A Wimbledon ha inizio una serie di nove sconfitte al primo turno che si interrompe in ottobre al Challenger del Liuzhou Open, quando ormai è sceso al 157º posto del ranking ed è costretto a giocare nei Challenger.

### 2019, ulteriore crollo nel ranking, due titoli Challenger, semifinale nell'ATP di Stoccolma e risalita
Alcuni discreti risultati nei primi Challenger del 2019 non compensano i buoni risultati ottenuti nella prima parte della stagione precedente, ha quindi inizio un nuovo periodo negativo anche nei Challenger e il 1º luglio si trova alla 274ª posizione nel ranking. Vince per la prima volta in stagione tre incontri di fila alle qualificazioni di Wimbledon, e al primo turno raccoglie solo sette giochi nel suo primo confronto con Rafael Nadal. A fine luglio rientra nella top 200 vincendo il Challenger di Binghamton. Continua la risalita arrivando in finale anche nei due Challenger successivi, perde quella di Chengdu, vince quella di Yokkaichi e si ritrova al 133º posto. Non supera le qualificazioni agli US Open ma in settembre può riprendere a giocare le qualificazioni nei tornei ATP. In ottobre accede al tabellone principale all'ATP 250 di Stoccolma e raggiunge la semifinale, dove si arrende in due set all'emergente Denis Shapovalov ma si riporta a ridosso della top 100. Tra i risultati degli ultimi Challenger dell'anno spicca la finale raggiunta a Kobe. In novembre prende parte alla fase finale della Coppa Davis 2019 che si disputa a Madrid con il nuovo formato, perde il suo unico incontro in singolare e il Giappone arriva ultimo nel gruppo in cui si qualifica la Serbia.

### 2020-2023, crisi di risultati e crollo nel ranking
Ai primi di gennaio arriva in finale al Challenger di Nouméa, viene sconfitto da Jeffrey John Wolf ma sale in classifica all'89º posto. Viene eliminato al secondo turno dell'Australian Open e si spinge fino ai quarti a Pune; sono gli ultimi risultati significativi prima dell'interruzione del tennis mondiale in marzo per la pandemia di COVID-19. Riprende a giocare in agosto e inizialmente ottiene soprattutto sconfitte, supera le qualificazioni in ottobre all'ATP 250 di Nur-Sultan, batte quindi Damir Džumhur e al secondo turno Mannarino gli concede solo due giochi. La quasi ininterrotta serie di sconfitte subite nel 2021 si ferma al Challenger Lugano, dove vince tre incontri e perde in semifinale. Nei tornei ATP supera il primo turno solo al Melbourne 2 in febbraio e a Newport in luglio. Esce al primo turno ai Giochi di Tokyo. Agli US Open viene sconfitto da Ivo Karlović al terzo turno di qualificazione e ripescato come lucky loser, perde anche al primo turno del main draw contro Casper Ruud, nel suo ultimo incontro della stagione.
Poco dopo fa sapere che si prende una pausa dal tennis per ragioni extra sportive e non comunica la data del rientro. Nel febbraio 2022 esce dalla top 200, rientra a marzo e vince solo due dei 15 incontri disputati in stagione; a settembre esce dalla top 1000. Nei primi 3 mesi del 2023 disputa solo tre tornei e resta inattivo nei mesi successivi. A fine 2023 si ritira annunciando contestualmente l'apertura di un'accademia di tennis.

## Statistiche
Aggiornate al 18 settembre 2023.

### Singolare

#### Vittorie (1)
| Legenda singolare         |
| Grande Slam (0)           |
| ATP World Tour Finals (0) |
| ATP Masters 1000 (0)      |
| ATP World Tour 500 (0)    |
| ATP World Tour 250 (1)    |

| Numero | Data           | Torneo               | Superficie | Avversario in finale | Punteggio   |
| 1.     | 1º luglio 2017 | Antalya Open, Adalia | Erba       | Adrian Mannarino     | 6–1, 7–6(4) |

### Tornei minori

#### Singolare

##### Vittorie (23)
| Legenda tornei minori |
| Challenger (11)       |
| Futures (12)          |

| Numero | Data              | Torneo                                                  | Superficie       | Avversario in finale     | Punteggio        |
| 1.     | 17 settembre 2006 | Osaka Open Tennis, Osaka                                | Sintetico        | Lee Hsin-han             | 6–2, 6–3         |
| 2.     | 29 giugno 2008    | Showa No Mori Open, Akishima                            | Sintetico        | Tasuku Iwami             | 6–3, 4–6, 6–3    |
| 3.     | 6 luglio 2008     | Megalos Tokyo Open Tennis, Tokyo                        | Cemento          | Tasuku Iwami             | 3–6, 6–0, 7–5    |
| 4.     | 3 agosto 2008     | Indonesia Jakarta Futures, Giacarta                     | Cemento          | Young-Jun Kim            | 6–1, 6–0         |
| 5.     | 10 agosto 2008    | Indonesia Balikpapan Futures, Balikpapan                | Cemento          | Bernard Tomić            | 6–3, 6(6)–7, 6–3 |
| 6.     | 26 ottobre 2008   | Masa Nichidai Futures, Tokyo                            | Cemento          | Hiroki Moriya            | 6–2, 7–5         |
| 7.     | 5 luglio 2009     | Sapporo Open Tennis, Sapporo                            | Sintetico        | Yuichi Ito               | 6–3, 7–5         |
| 8.     | 25 ottobre 2009   | Masa Nihon University Futures, Yokohama                 | Terra rossa      | Kamil Čapkovič           | 6–4, 6–3         |
| 9.     | 14 marzo 2010     | All Japan Indoor Tennis Championships, Kyoto            | Sintetico indoor | Matthew Ebden            | 4–6, 6–4, 6–1    |
| 10.    | 14 novembre 2010  | Chang ITF Thailand Pro Circuit Khon Kaen, Khon Kaen     | Cemento          | Arata Onozawa            | 6–4, 6–2         |
| 11.    | 21 novembre 2010  | Chang ITF Thailand Pro Circuit, Nonthaburi              | Cemento          | Roko Karanušić           | 6–4, 6–1         |
| 12.    | 7 luglio 2012     | Yaporti Indonesia Futures 2, Giacarta                   | Cemento          | Chen Ti                  | 6–2, 7–5         |
| 13.    | 14 ottobre 2012   | Kashiwa Open, Kashiwa                                   | Cemento          | Yong-Kyu Lim             | 7–6(2), 6–2      |
| 14.    | 8 settembre 2013  | Shanghai Challenger, Shanghai                           | Cemento          | Hiroki Moriya            | 6–3, 6–3         |
| 15.    | 26 ottobre 2014   | Pune Challenger, Pune                                   | Cemento          | Adrián Menéndez Maceiras | 6(1)–7, 6–4, 6–4 |
| 16.    | 6 settembre 2015  | Bangkok Challenger, Bangkok                             | Cemento          | Marco Trungelliti        | 6–4, 6–2         |
| 17.    | 8 novembre 2015   | Hua Hin Challenger, Hua Hin                             | Cemento          | Stéphane Robert          | 6–2, 1–6, 6–3    |
| 18.    | 28 febbraio 2016  | All Japan Indoor Tennis Championships, Kyoto            | Cemento          | Zhang Ze                 | 5–7, 6–3, 6–4    |
| 19.    | 5 marzo 2017      | Keio Challenger, Yokohama                               | Cemento          | Soonwoo Kwon             | 6–4, 2–6, 7–6(2) |
| 20.    | 19 marzo 2017     | Pingshan Open, Shenzhen                                 | Cemento          | Blaž Kavčič              | 7–6(5), 6–4      |
| 21.    | 11 giugno 2017    | Surbiton Trophy, Surbiton                               | Erba             | Jordan Thompson          | 7–6(7), 7–6(8)   |
| 22.    | 18 luglio 2019    | Levene Gouldin & Thompson Tennis Challenger, Binghamton | Cemento          | João Menezes             | 7–6(2), 1–6, 6–2 |
| 23.    | 11 agosto 2019    | Yokkaichi Challenger, Yokkaichi                         | Cemento          | James Duckworth          | 3–6, 6–3, 7–6(1) |

##### Finali perse (13)
| Legenda tornei minori |
| Challengers (9)       |
| Futures (4)           |

| Numero | Data              | Torneo                                       | Superficie       | Avversario in finale | Punteggio        |
| 1.     | 18 giugno 2006    | Karuizawa Futures, Karuizawa                 | Terra rossa      | Satoshi Iwabuchi     | 5–7, 2–6         |
| 2.     | 24 settembre 2006 | Sapporo Open Tennis, Sapporo                 | Sintetico        | James Pade           | 6–4, 3–6, 4–6    |
| 3.     | 22 marzo 2009     | Japan Tokyo Futures, Tokyo                   | Cemento          | Yi Chu-huan          | 2–6, 7–6(1), 5–7 |
| 4.     | 5 aprile 2009     | Ellesse Kofu International Open Tennis, Kōfu | Cemento          | Jae-Sung An          | 7–5, 4–6, 6(5)–7 |
| 5.     | 28 novembre 2010  | Dunlop World Challenge, Toyota               | Sintetico indoor | Tatsuma Itō          | 4–6, 2–6         |
| 6.     | 2 settembre 2012  | Chang-Sat Bangkok Open, Bangkok              | Cemento          | Dudi Sela            | 1–6, 5–7         |
| 7.     | 28 ottobre 2012   | Samsung Securities Cup, Seul                 | Cemento          | Lu Yen-hsun          | 3–6, 6(4)–7      |
| 8.     | 25 novembre 2013  | Dunlop World Challenge, Toyota               | Sintetico indoor | Matthew Ebden        | 3–6, 2–6         |
| 9.     | 2 marzo 2014      | ATP Challenger Guangzhou, Canton             | Cemento          | Blaž Rola            | 7–6(4), 4–6, 3–6 |
| 10.    | 12 aprile 2015    | Open Prévadiès, Saint-Brieuc                 | Cemento          | Nicolas Mahut        | 6–3, 6(3)–7, 4–6 |
| 11.    | 4 agosto 2019     | Chengdu Challenger, Chengdu                  | Cemento          | Chung Hyeon          | 4–6, 3–6         |
| 12.    | 11 ottobre 2019   | Kobe Challenger, Kōbe                        | Cemento          | Yosuke Watanuki      | 2–6, 4–6         |
| 13.    | 12 gennaio 2020   | Internationaux de Nouvelle-Calédonie, Nouméa | Cemento          | Jeffrey John Wolf    | 2–6, 2–6         |

### Vittorie contro giocatori top 10
| Anno     | 2006 | 2007 | 2008 | 2009 | 2010 | 2011 | 2012 | 2013 | 2014 | 2015 | 2016 | 2017 | 2018 | 2019 | 2020 | 2021 | Totale |
| -------- | ---- | ---- | ---- | ---- | ---- | ---- | ---- | ---- | ---- | ---- | ---- | ---- | ---- | ---- | ---- | ---- | ------ |
| Vittorie | 0    | 0    | 0    | 0    | 0    | 0    | 0    | 0    | 0    | 0    | 0    | 0    | 2    | 0    | 0    | 0    | 2      |

| #    | Giocatore     | Rank | Evento                     | Superficie | Turno | Punteggio             |
| ---- | ------------- | ---- | -------------------------- | ---------- | ----- | --------------------- |
| 2018 |               |      |                            |            |       |                       |
| 1.   | Jack Sock     | 9    | Australian Open, Melbourne | Cemento    | 1T    | 6–1, 7–6(4), 5–7, 6–3 |
| 2.   | Dominic Thiem | 7    | Halle Open Halle           | Erba       | 3T    | 6–2, 7–5              |